# El'ad
El'ad (hebrejsky אלעד, jde o mužské hebrejské jméno, doslova „věčný Bůh“, v oficiálním přepisu do angličtiny El'ad) je město v Izraeli, v Centrálním distriktu.

## Geografie
Nachází se přibližně 17 kilometrů východně od Tel Avivu na silnici číslo 444, mezi obcemi Roš ha-Ajin a Šoham, cca 4 kilometry západně od Zelené linie, v nadmořské výšce 100-150 metrů za východním okrajem úrodné Šaronské planiny, na pahorcích v předpolí hornatiny Samařska.
Západně od města probíhá severojížním směrem Transizraelská dálnice (Dálnice 6).

## Dějiny
El'ad patří mezi nejmladší izraelská města. Vznikl v roce 1998 na zelené louce jako plánovité sídlo budované na základě rozhodnutí izraelské vlády z roku 1990 podle urbanistického vzorového plánu. Šlo o součást programu Jišuvej ha-Kochavim, v jehož rámci vzniklo několik podobných měst na pomezí vlastního Izraele a Zelené linie.
Na rozdíl od podobně založených sídel jako Modi'in nebo nedaleký Šoham, která byla navržena tak, aby vyhovovala smíšené religiózní i sekulární nereligiózní populaci, byl El'ad byl od počátku budován jako město výlučně pro věřící Židy. El'ad byl navržen pro smíšenou populaci moderně ortodoxních/religiózních sionistických Židů a ultraortodoxních Židů; počet ultraortodoxních (tzv. charedim) však převažuje. Jedná se o jediné město v Izraeli, které je oficiálně označené jako náboženské sídlo.
Výstavba El'adu začala jako součást řešení akutního nedostatku alternativního a cenově dostupného bydlení pro ultraortodoxní rodiny, které byly tradičně soustředěny především v Jeruzalémě a Bnej Braku. Proto byl El'ad vyprojektován takovým způsobem, aby vyhovoval náboženskému života s větším výběrem možností bydlení s některými částmi města navrženými tak, aby byty pojaly i vícečetné náboženské rodiny, které mívají mnohem více dětí než běžná izraelská populace. Další jedinečnou vlastností města je snadný přístup a krátké pěší vzdálenosti do místních vzdělávacích institucí, které tak redukují potřebu poplatků za školní dopravu. Rychlý růst obce vedl již roku 1998 k udělení statutu místní rady (malého města) a 5. února 2008 získal El'ad oficiálně status města.
Vrchním aškenázským rabínem ve městě je rabi Šlomo Zalman Grossman a sefardským pak rabi Mordechaj Malka. Ve městě se nachází nejméně osmnáct synagog různých židovských denominací. Místní charitativní organizace se jmenuje Kupat ha-Cedoko Matan Beseter. Nedaleko města se nachází římské mauzoleum Mazor.

## Demografie
Podle údajů z roku 2009 tvořili naprostou většinu obyvatel Židé – cca 36 300 osob (včetně statistické kategorie "ostatní", která zahrnuje nearabské obyvatele židovského původu ale bez formální příslušnosti k židovskému náboženství, cca 36 300 osob).
Jde o středně velkou obec městského typu s dlouhodobě rychle rostoucí populací. K 31. prosinci 2017 zde žilo 46 900 lidí. Jde o jednu z nejrychleji rostoucích obcí v Izraeli. Jen v letech 2002–2007 se populace zdvojnásobila. Původní územní plán města počítá s výhledovou kapacitou 50 000 obyvatel. V roce 2007 se ale El'ad zmiňoval jako negativní příklad ultraortodoxního města, s vysokou kriminalitou a nízkou podporou ze strany státu. To vedlo některé bohatší rodiny k odchodu.
| Rok            | 1999 | 2000 | 2001 | 2002   | 2003   | 2004   | 2005   | 2006   | 2007   | 2008   | 2009   | 2010   | 2011   | 2012   | 2013   | 2014   | 2015   | 2016   | 2017   |
| -------------- | ---- | ---- | ---- | ------ | ------ | ------ | ------ | ------ | ------ | ------ | ------ | ------ | ------ | ------ | ------ | ------ | ------ | ------ | ------ |
| Počet obyvatel | 3100 | 5800 | 8900 | 15 100 | 19 000 | 22 600 | 25 500 | 28 600 | 31 300 | 33 783 | 36 313 | 38 400 | 39 800 | 41 400 | 42 600 | 43 600 | 44 900 | 45 900 | 46 900 |